# Start (Sport)

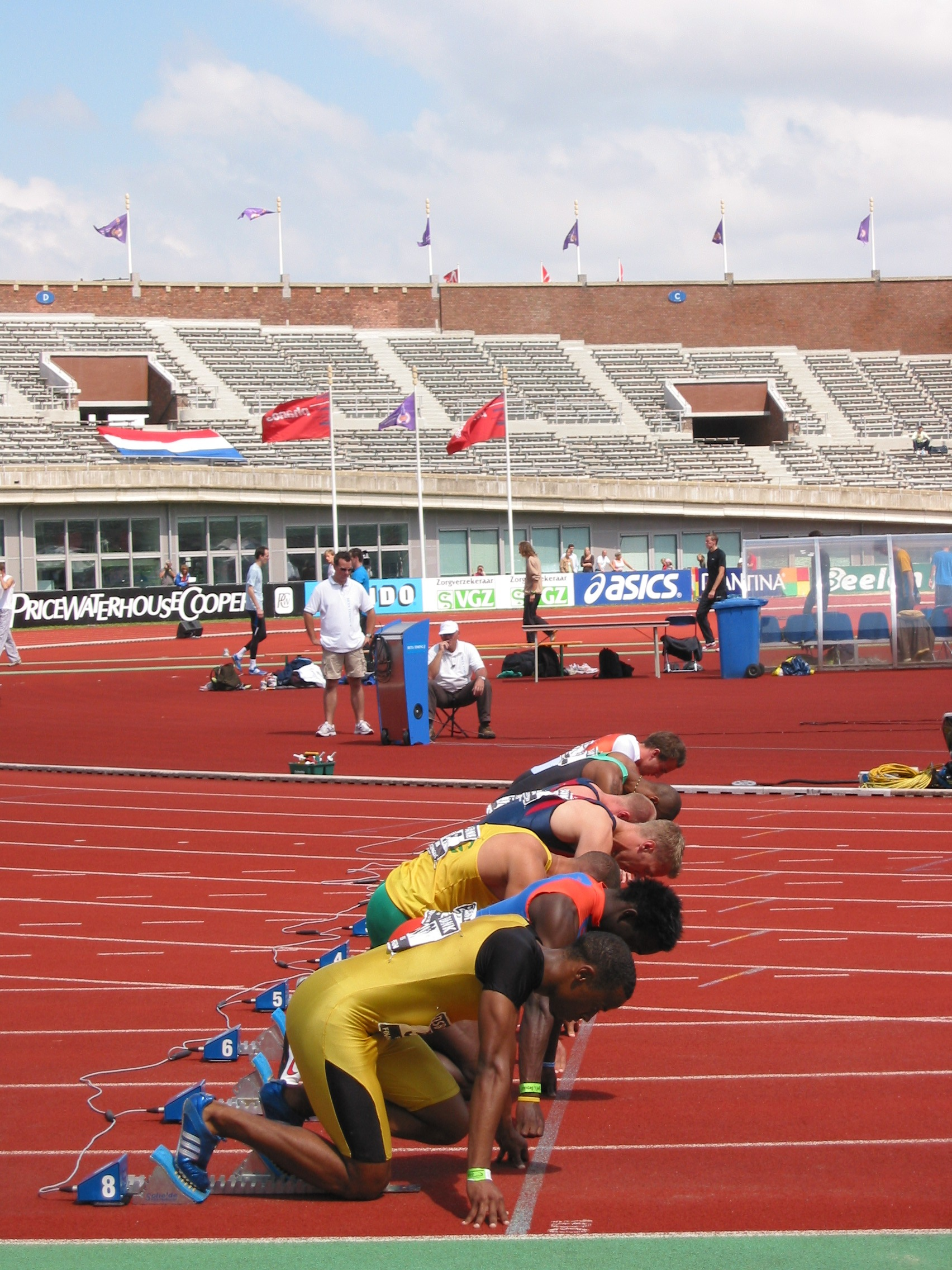
Ruhe vor dem Start

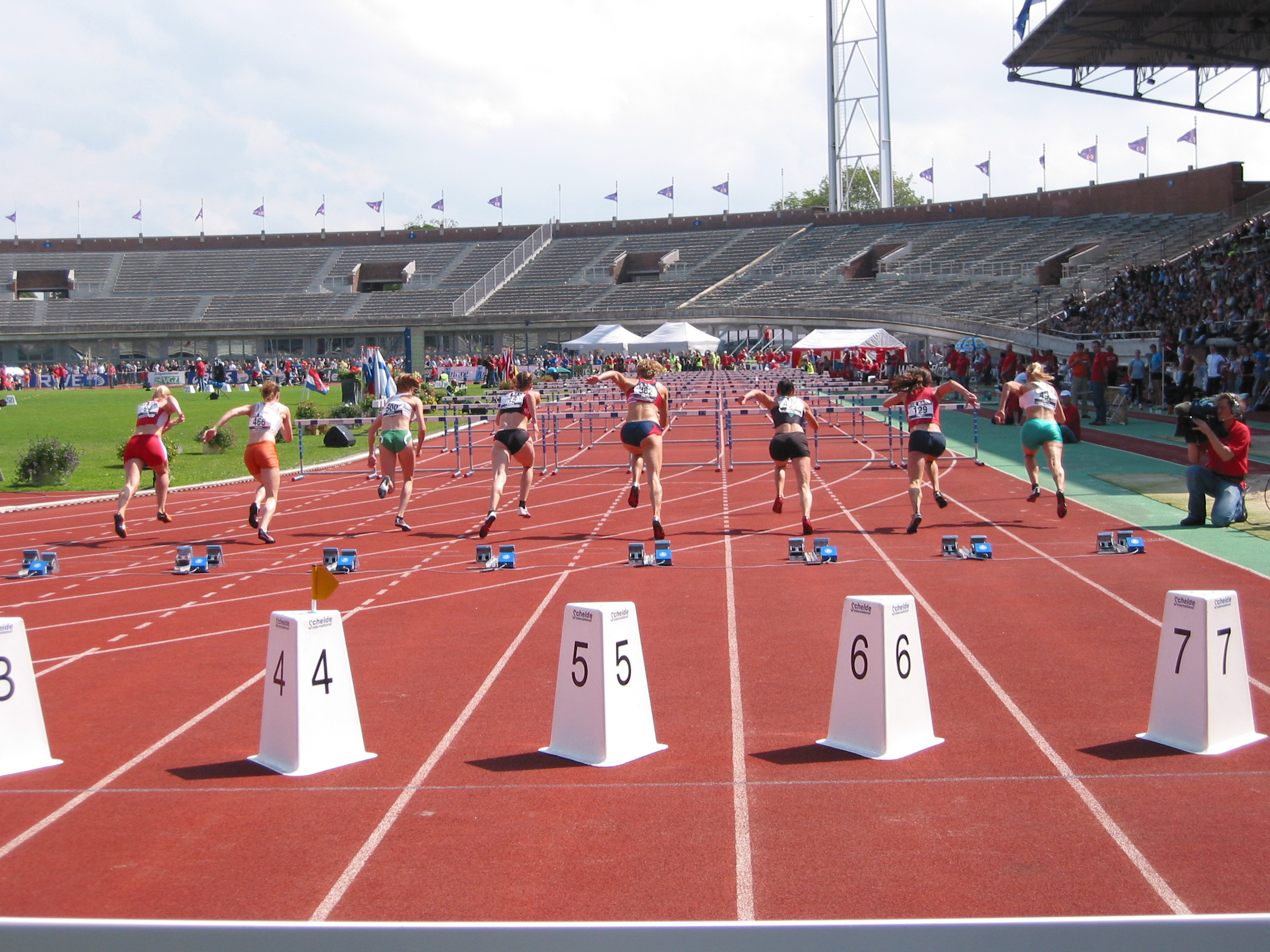
Gerade erfolgter Start (100 Meter Hürden Frauen)

Der Start ist im Sport der Anfang eines Wettkampfes, häufig verbunden mit einer Zeitnahme, daneben auch der Ort, von dem aus gestartet wird. Die Person, oder auch die Vorrichtung, die das Zeichen (auch Startsignal genannt) zum Start gibt, wird Starter genannt. Das Gegenstück zum Ort des Starts ist häufig die Ziellinie.

## Grundlagen
Durch einen korrekten Start wird gewährleistet, dass alle Teilnehmer entweder gleichzeitig oder aber unter denselben zeitlichen Bedingungen den Wettbewerb beginnen. Er ist je nach Sportart verschieden, jedoch hier weitgehend weltweit gleich. Letztlich entscheidet der Ausrichter über die Modalitäten des Starts. Beim Wettkampf selbst entscheidet ein Schiedsrichter oder ein Kampfrichter über die Gültigkeit oder Ungültigkeit eines Starts.
Starter werden in der Regel bei Wettbewerben eingesetzt, in denen es gilt, eine bestimmte Strecke zu Fuß oder mittels eines Gefährts oder Tieres zurückzulegen. Während in der Leichtathletik Rundenzähler, Windmesser, Bahn- oder Wechselrichter normale Kampfrichter sind, die zu dieser Aufgabe eingeteilt wurden, erfordert der Einsatz als Starter eine besondere Qualifikation. Bei Radrennen übernehmen auch oft Prominente die Funktion des Starters.
Fehlstarts sind nicht regelkonforme Starts und somit ungültig. Ebenso wie bei Frühstarts, ein Unterfall des Fehlstarts, werden die Starts für alle Wettkämpfer wiederholt und der Wettkampf sofort abgebrochen. Es findet je nach Regeln der Sportart entweder eine Disqualifikation oder Wiederholung statt oder es wird nachträglich eine Strafe (Automobilsport) ausgesprochen. Unmittelbar vor dem  Start wurden durch Messungen eine starke körperliche sowie psychische Anspannung beim Sportler belegt.

## Stehender und fliegender Start
→ Zum fliegenden Start beim Pferdesport siehe den Artikel Trabrennsport
Der Start kann stehend, also aus ruhender Position, oder fliegend, also nach Annäherung und Überschreitung des Startpunktes, erfolgen. Der fliegende Start wird mitunter in Auto- (Indianapolis-Start), Rad- und Pferderennen sowie im Motorbootsport und beim Segelsport eingesetzt.

## Starts nach Sportart
- American- und Canadian Football: Spielbeginn nach Kickoff
- Eisschnelllauf: in der Regel paarweiser Start, aber auch Quartettstart und Massenstart mit Startschuss.

- Fußball: Anpfiff mit Trillerpfeife des Schiedsrichters
- Kampfsport: Das Scheiden mit der Hand des Schiedsrichters zwischen den Kontrahenten
- Leichtathletik: Kommando: Auf die Plätze – Fertig – Los, oft verbunden mit einem Startschuss oder dem Klappgeräusch der Starterklappe.
- Motorsport
  - Stehender Start mit Lichtsignalanlagen
  - Fliegender Start hinter dem Führungsfahrzeug
  - Le Mans Start (veraltet)
  - Safety Car Start hinter dem Safety Car
- Pferdesport: Die Pferde starten beim Pferderennen aus einer Startbox heraus, in die sie zuvor geführt wurden. Diese öffnen sich  unmittelbar wenn das letzte Pferd in seiner Box ist und geben den Tieren freie Bahn.
- Radsport: Besonders beim Straßenradsport erfolgt der Start von Etappenrennen oft als Neutralisierter Start. Durch die Neutralisation – ein Verbot von Angriffen auf den ersten Kilometern, wird die Sturz- und Unfallgefahr reduziert und gleichzeitig ein Zuschauerspektakel geboten.
- Rudern: Die Boote werden beim Regattarudern einzeln aufgerufen und so ihre Startbereitschaft festgestellt. Der Start erfolgt entweder durch eine Ampel (Lichtzeichenanlage) verbunden mit einem akustischen Signal (Hupton) oder durch den Ruf des Starters Achtung. Los! mit gleichzeitigem Schwenken einer roten Fahne.[1]
- Schwimmsport: vom Startblock (Schwimmsport) mit der Trillerpfeife.
- Skisport: Bei Einzelstarts Countdown mit akustischem Signal, Zeitfenster von ±5 Sekunden. Messung der Startzeit über einen Klapphebel in Höhe oberes Schienbein.
- Trabrennsport: Es existieren drei unterschiedliche Startmethoden, siehe dazu Trabrennsport#Startmethoden.
- Triathlon: Land- oder Wasserstart, in der Regel als Massenstart mit Startschuss.